# X-79

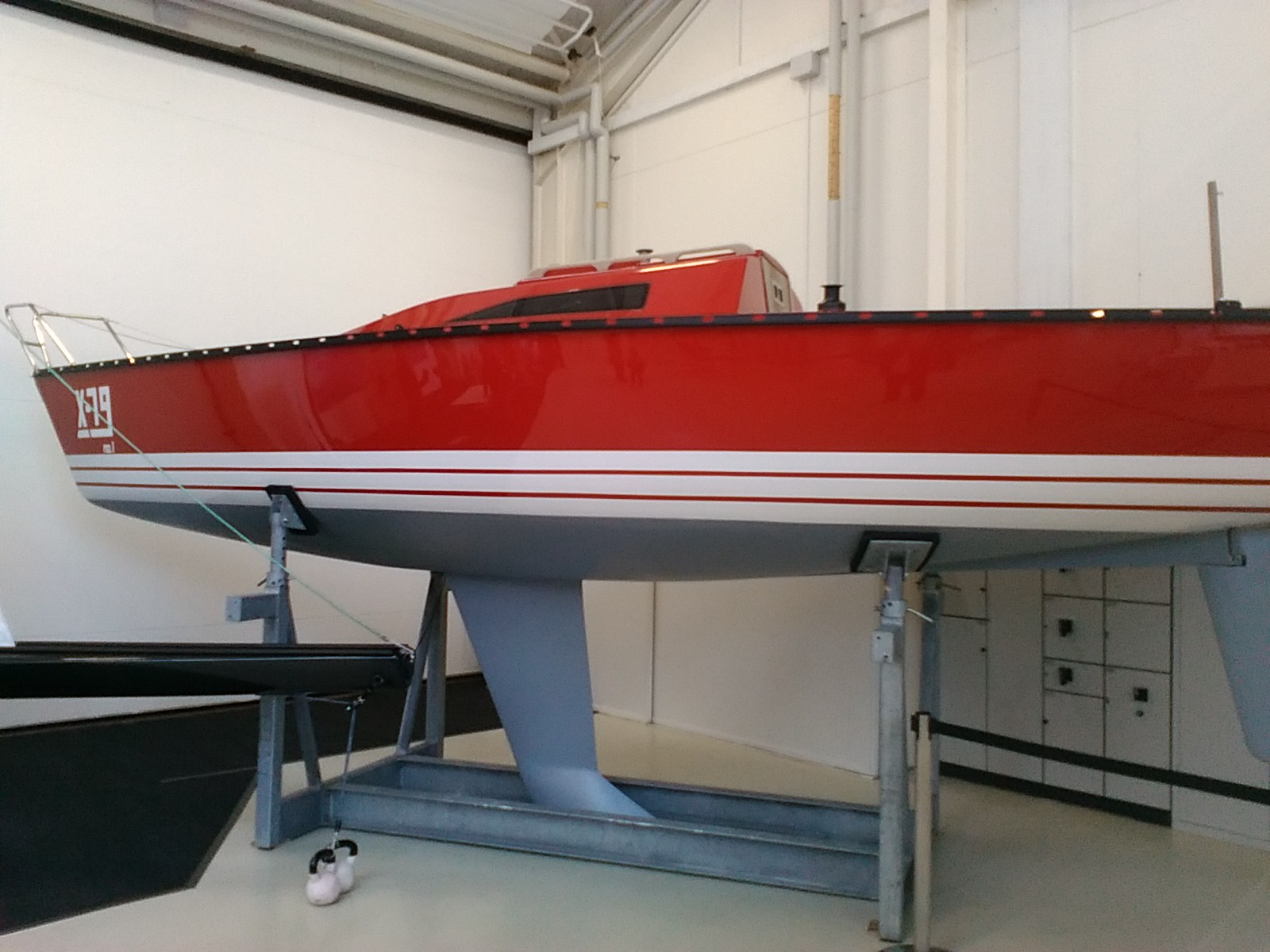
Die erste X-79, Segelnummer D-1, restauriert 2019

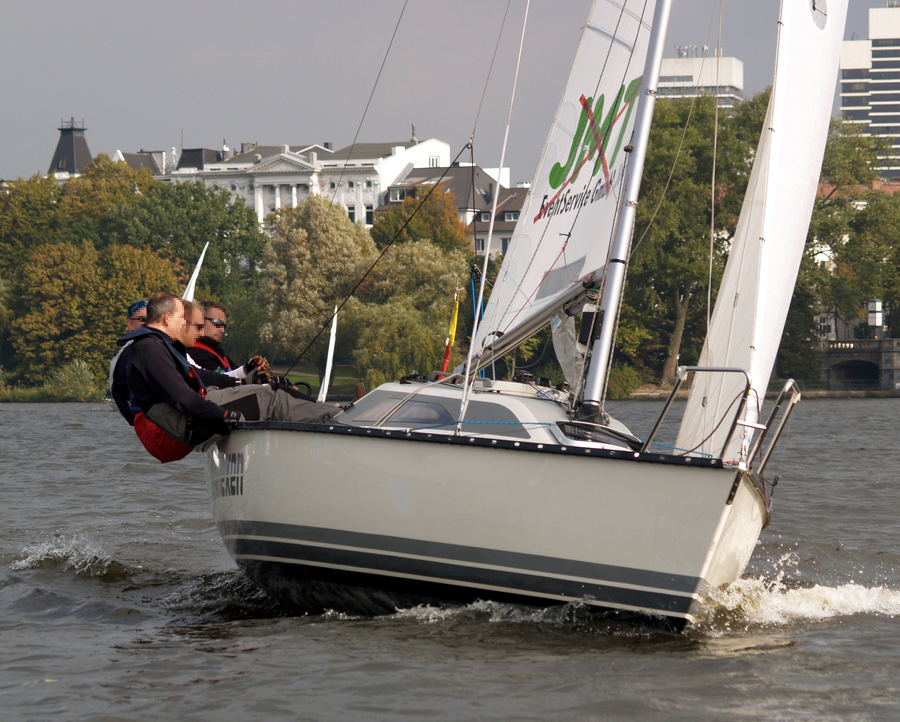
Die X-79 hart am Wind

Die X-79 ist eine Kielyacht in Vierteltonner-Größe, konstruiert von dem Dänen Niels Jeppesen. Sie gilt als Vorläufer moderner Sportboote und ist maßgeblich für den Erfolg der später als X-Yachts bekannt gewordenen Werft in Haderslev verantwortlich. Die Werft gilt noch heute als gute Adresse für sportlich zu segelnde Yachten.

## Geschichte
Die X-79 war das erste Modell der von den Brüdern Niels und Lars Jeppesen zusammen mit Birger Hansen neu gegründeten Firma X-Yachts und sorgte bei ihrem Erscheinen für ziemliches Aufsehen in der Regattaszene. Der Rumpf war ursprünglich 7,80 Meter lang, wurde dann um 10 Zentimeter auf 7,90 Meter verlängert, daher die Bezeichnung X-79. Sie wurde im 9. Mai 1979 erstmals ausgeliefert. Die X-79 gewann gleich zu Beginn die damals größte Regatta der Welt, die Sjælland Rundt, bei der fast 1700 Yachten teilnahmen. Sie beendete die Regatta mit Niels Jeppesen als Skipper 2 Stunden vor der schnellsten J/24, 3 Stunden vor dem ersten Spaekhugger und 4 Stunden vor dem ersten H-Boot. Der siegreiche Prototyp wurde noch am selben Tag nach Beendigung des Rennens an Folke Larsen aus Kopenhagen verkauft, er taufte das Boot Tordenskjold. X-Yachts baute von der X-79 von 1979–1994 insgesamt 468 Boote.
Zum 40-jährigen Jubiläum der Werft recherchierte man den Verbleib der ersten X-79 mit der Segelnummer D-1, die in roter Lackierung ausgeliefert worden war. Man fand sie auf der britischen Kanalinsel Jersey in schlechtem Zustand. Der Eigner wollte das Boot nicht verkaufen, doch der britische Importeur für X-Yachten, Conor Fanning konnte das Boot schließlich 2018 erwerben und schenkte es der Werft in Dänemark. Der Rücktransport gestaltete sich schwierig, denn ein Trailer mit Boot passte nicht auf die Fähre nach Jersey. So segelte man die X-79 in das französische St. Malo (in 4 Stunden) und hob sie dort auf einem Trailer und fuhr das Gespann dann nach Haderslev. Im Herbst des gleichen Jahres begann die Restaurierung unter der Leitung von X-Yachts Mitgründer Birger Hansen.

## Konstruktion
Die X-79 wurde kompromisslos auf Geschwindigkeit und gute Surfeigenschaften hin konstruiert, ein zum Zeitpunkt der Entwicklung 1979 eher unübliches Konzept. Das Boot ist im Heck verhältnismäßig breit und flach, ein Design, das sich erst 20 Jahre später für schnelle Yachten verbreitet durchsetzen konnte. Das 7/8-Rigg wurde mit allen erdenklichen Trimmeinrichtungen für sportliches Segeln versehen und wird mit Backstagen gefahren. Die rechnerische Segeltragzahl von über 5,3 gebietet rechtzeitiges Reffen, um einen Sonnenschuss wegen übermäßiger Krängung zu vermeiden. Das dänische Fachmagazin Bådnyt schrieb beim Erscheinen des Bootes, es habe eine Verdrängung wie ein Vierteltonner und die Segelfläche eines Halbtonners.
Um ein schnelles Segelschiff zu bauen, musste möglichst viel Gewicht eingespart werden. Sowohl Rumpf als auch Deck wurden als GFK-Sandwichlaminat ausgeführt. Der einlaminierte Innenausbau sorgt für zusätzliche Steifigkeit. Der angebolzte Kiel besteht aus Gusseisen. Der Mast mit einem Salingspaar wird durch das Deck gesteckt und steht in der Bilge. Das Decklayout entspricht damaligen Standards, alle Fallen und Strecker enden in einer großen Stopperbatterie auf der Mitte des Kajütdachs.
Der Ausbau ist vergleichsweise spartanisch, aber für ein vorwiegend für die Regatta bestimmtes Boot ist das auch nicht erstaunlich. Im Standardausbau sind vier Kojen vorhanden, auf den Salonbänken und zwei Hundekojen unter der Plicht. Die Lehnen der Salonbänke können zudem zu zwei Lotsenkojen hochgeklappt werden. Die Doppelkoje im Vorschiff war als Option lieferbar, entsprechend war ab Werft auch kein Vorluk vorhanden. Optional war eine Chemietoilette im Vorschiff lieferbar. Die Pantry befindet sich am offenen Durchgang zum Vorschiff auf der Backbordseite.
Als Flautenschieber kommt üblicherweise ein kleiner Außenbordmotor zum Einsatz.

## Gewinner der „German Open“ (Deutsch-Dänische Meisterschaft)
Die „German Open X-79“ finden seit 2015 in Glücksburg im Rahmen der „Flensburger Fördewoche“ statt. Die Organisation wird von der X-79 Klassenvereinigung und des Flensburger Segel-Clubs übernommen.
| Jahr | Ort           | Segelnr. | Bootsname     | Steuermann               |
| ---- | ------------- | -------- | ------------- | ------------------------ |
| 1992 | Glücksburg    | DEN-427  | Faxe Kondi    | Dan Lindquist-Pedersen   |
| 1993 | Grömitz       | DEN-467  | Faxe Kondi    | Dan Lindquist-Pedersen   |
| 1994 | Kiel          | GER-3210 | Sauzahn       | Hubert Marady            |
| 1995 | Flensburg     | GER-3210 | Sauzahn       | Hubert Marady            |
| 1996 | Heiligenhafen | GER-459  | Bedouin       | Rolf Meister             |
| 1997 | Kiel          | DEN-465  | Bil & Båd     | Nils Villadsen           |
| 1998 | Glücksburg    | GER-444  | Schexbier     | Niels Christian Schjoeth |
| 1999 | Burg auf F.   | DEN-413  | Brynhilde     | Søren Pehrsson           |
| 2000 | Warnemünde    | DEN-465  | Margaux       | Nils Villadsen           |
| 2001 | Travemünde    | DEN-465  | Margaux       | Nils Villadsen           |
| 2002 | Heiligenhafen | DEN-342  | Rita          | Thomas Sørensen          |
| 2003 | Hamburg       | GER-467  | ClassiX       | Olaf Eggers              |
| 2004 | Flensburg     | DEN-465  | Margaux       | Nils Villadsen           |
| 2005 | Neustadt      | GER-340  | Sextanten     | Bernd Zeiger             |
| 2006 | Flensburg     | GER-340  | Sextanten     | Bernd Zeiger             |
| 2007 | Fleckeby      | GER-340  | Sextanten     | Bernd Zeiger             |
| 2008 | Warnemünde    | GER-340  | Sextanten     | Bernd Zeiger             |
| 2009 | Mönkeberg     | GER-340  | Sextanten     | Bernd Zeiger             |
| 2010 | Schleswig     | DEN-311  | Solbakken     | Michael Nielsen          |
| 2011 | Mönkeberg     | GER-340  | Sextanten     | Bernd Zeiger             |
| 2012 | Sønderborg    | GER-340  | Sextanten     | Bernd Zeiger             |
| 2015 | Glücksburg    | DEN-311  | Solbakken     | Michael Nielsen          |
| 2016 | Glücksburg    | DEN-311  | Solbakken     | Michael Nielsen          |
| 2017 | Glücksburg    | GER-360  | Equinox       | Thorsten Seglitz         |
| 2018 | Glücksburg    | GER-294  | Next Step     | Thea Harksen             |
| 2019 | Glücksburg    | DEN-295  | Excellence    | Niels Bank               |
| 2020 | Glücksburg    | GER-397  | Auf Schexbier | Nicolas Barth            |
| 2021 | Glücksburg    | GER-360  | Equinox       | Thorsten Seglitz         |
| 2022 | Glücksburg    | DEN-467  | Exit Light    | Arne Feldmann            |
| 2023 | Glücksburg    | GER-404  | Red Fox       | Olaf Schütt              |
| 2024 | Glücksburg    | GER-467  | Auf Schexbier | Nicolas Barth            |